# Ротики садові
Ротики садові (Antirrhinum majus) — квіткова рослина родини подорожникові (Plantaginaceae).

## Назва
Етимологія: лат. majus — «більший». В англійській мові рослина має назву «укус дракона» (snapdragon).

## Опис
Це трав'яниста багаторічна рослина, росте на 0,5–1 м заввишки, рідко до 2 м. Листи розташовані по спіралі, широколанцетні, 1–7 см завдовжки, 2–2,5 см шириною. Квіти ростуть на високому стеблі, кожна квітка довжиною 3,5–4,5 см, зигоморфні, з двома «губами», які закривають трубку віночка; дикі рослини від рожевого до фіолетового кольорів, часто з жовтими «губами». Плоди яйцюваті капсули 10–14 мм в діаметрі, що містить численні дрібні насіння. Рослини запилюються джмелями, і квіти закриваються протягом перебування комах, щоб більше пилку потрапило на їхні тіла.

## Поширення
Північна Африка: Алжир; Лівія; Марокко; Туніс; Азія: Кіпр; Ізраїль; Ліван; Сирія; Туреччина; Європа: Албанія; Хорватія; Греція [вкл. Крит]; Італія [вкл. Сардинія, Сицилія]; Мальта; Сербія; Франція [пд.]; Португалія; Гібралтар; Іспанія [вкл. Балеарські острови]. Населяє скелясті стіни, кам'янисті схили.

## Галерея

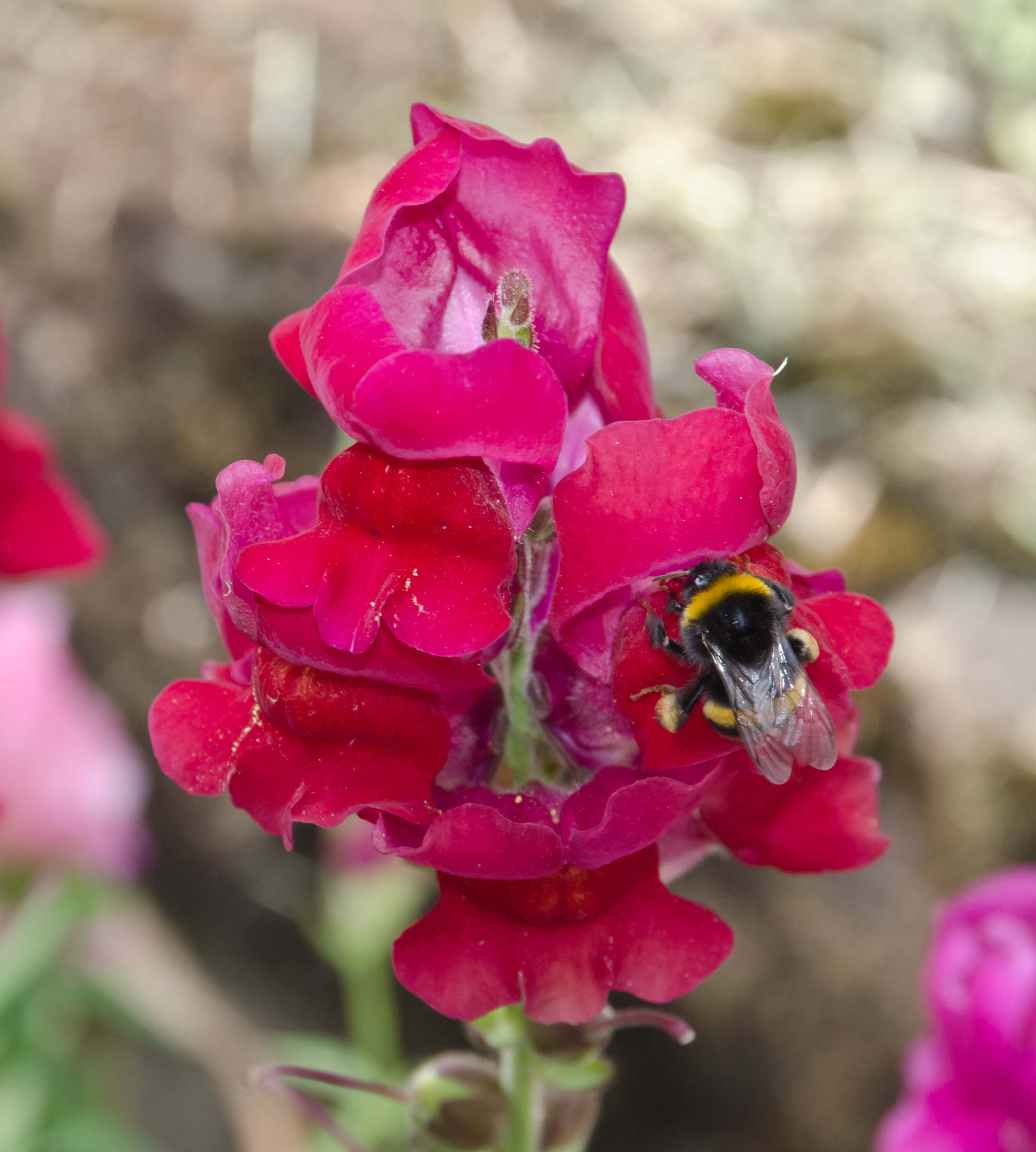
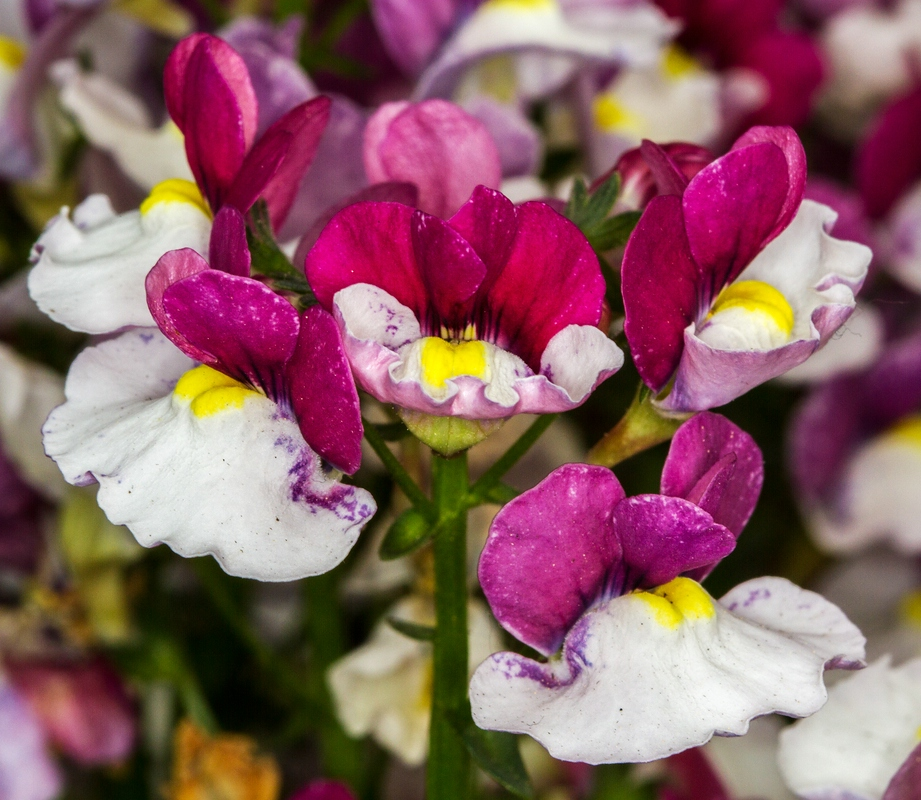
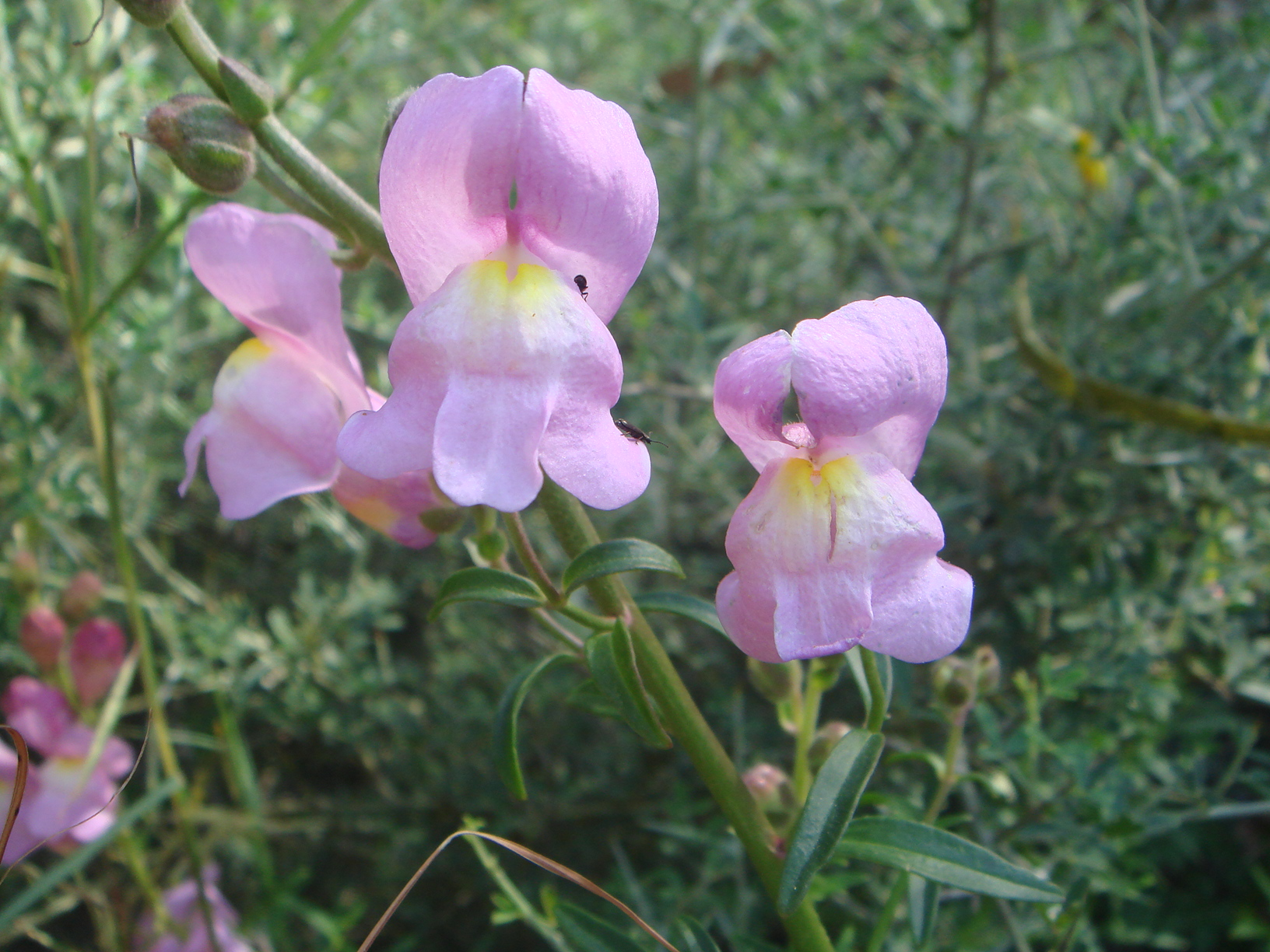
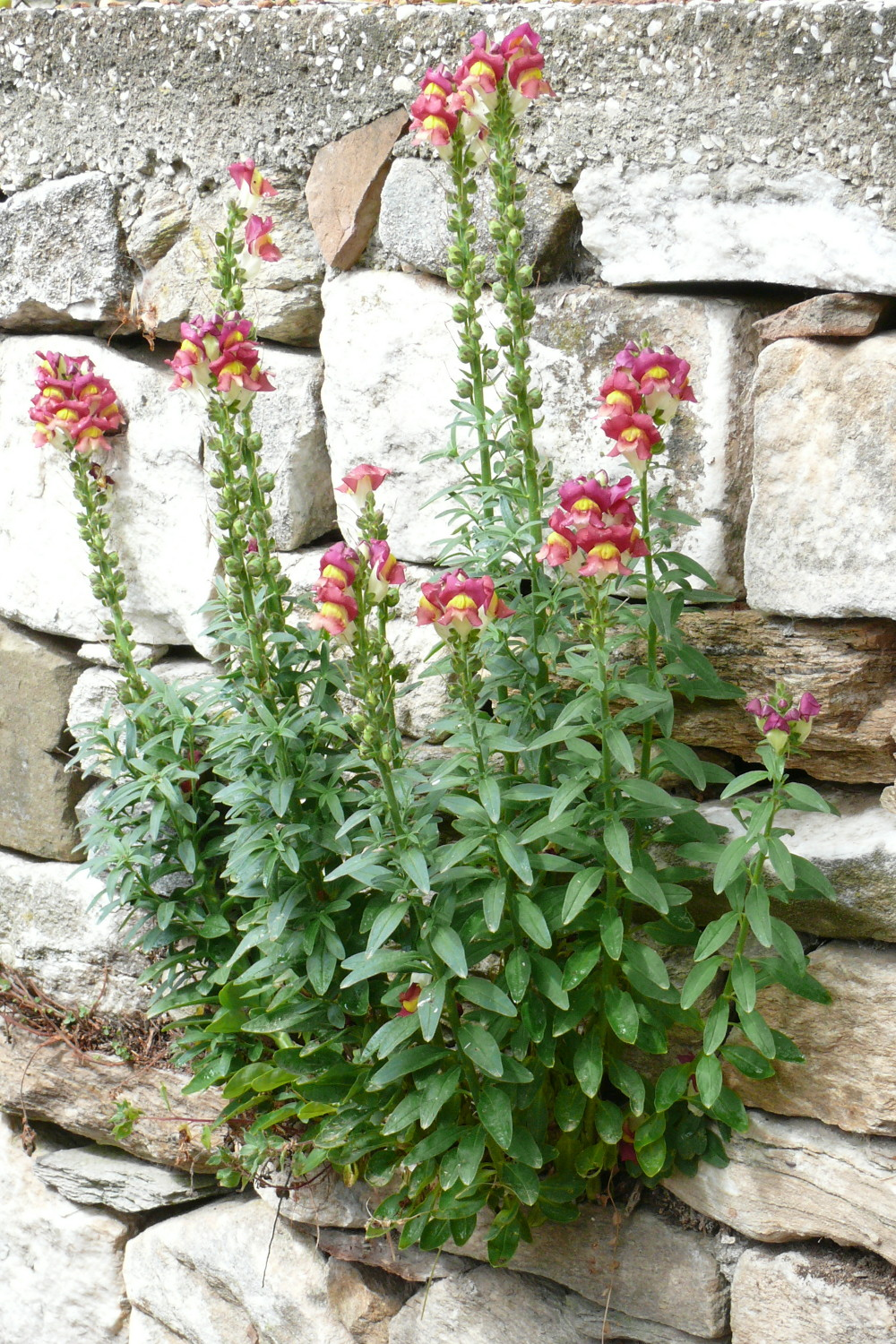
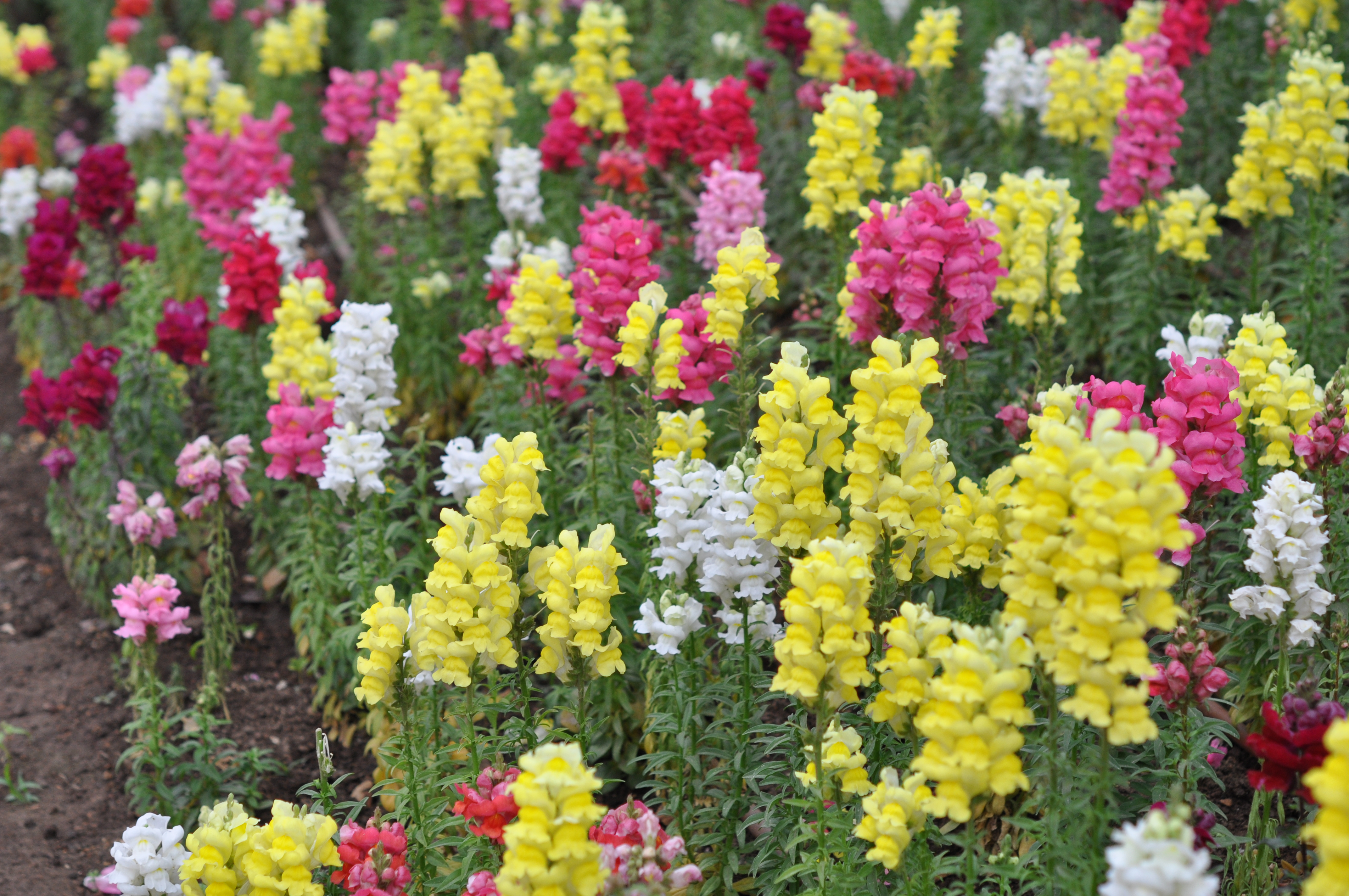
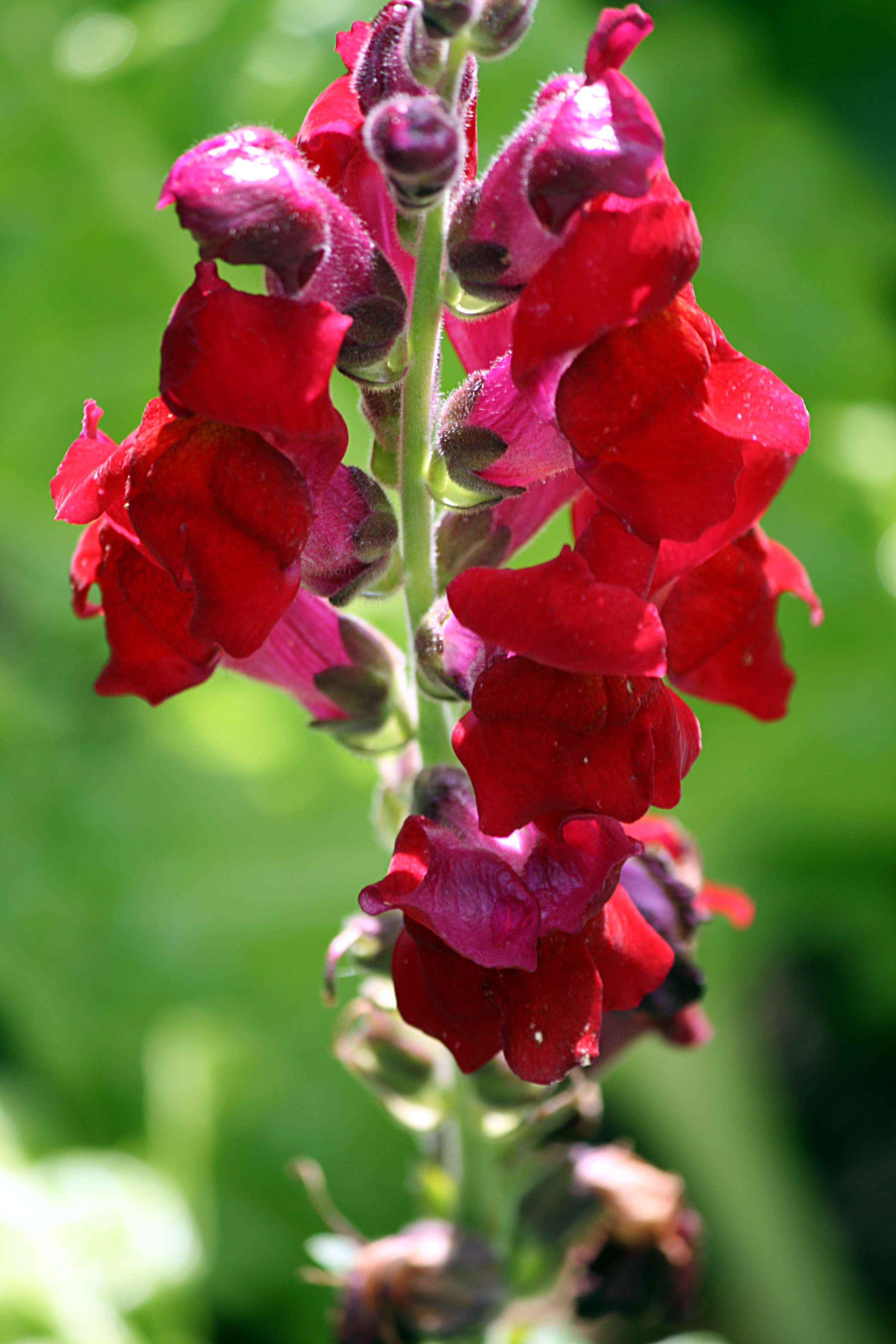